# Deh-e Wejs Agha
Deh-e Wejs Agha – wieś w Iranie, w ostanie Azerbejdżan Zachodni, w szahrestanie Mijandoab. W 2006 roku liczyła 663 mieszkańców.